# Philippe Claudel
Philippe Claudel ( 2. února 1962 Dombasle-sur-Meurthe, departement Meurthe-et-Moselle) je francouzský spisovatel, dramatik, scenárista a filmový režisér, člen Goncourtovy akademie. Jeho romány byly přeloženy do více než třiceti jazyků, hlavními tématy jsou vězeňský svět, válka a s ní spojená migrační problematika, člověk a jeho místo v historii.

## Život
Vystudoval dějiny literatury, umění a filmu na Univerzitě v Nancy (Université de Lorraine). V roce 2001 obhájil doktorskou práci z francouzské literatury věnovanou spisovateli André Hardelletovi. Jedenáct let pracoval jako učitel ve věznicích. Do Académie Goncourt vstoupil v roce 2012. V roce 2015 mu byl udělen čestný doktorát na Katolické univerzitě v Lovani. V roce 2016 byl zvolen členem Královské akademie francouzského jazyka a literatury Belgie. Přednáší na Univerzitě v Nancy literaturu, působí také na tamním Evropském institutu filmu a audiovizuální tvorby (IECA).
K jeho oblíbeným českým autorům patří Jaroslav Hašek a jeho Osudy dobrého vojáka Švejka, Karel Čapek a R.U.R, Bohumil Hrabal a Ostře sledované vlaky či Obsluhoval jsem anglického krále. Obdivuje také filmové dílo Miloše Formana. V roce 2012 navštívil Prahu při příležitosti vydání českého překladu jeho románu Vnučka pana Linha a v roce 2018 Brno.

## Dílo
První ocenění získal za svou prvotinu Meuse l´oubli (1999), postupně vyšly romány J'abandonne – Končím (2000), kniha byla oceněna Prix Roman France Télévision, Barrio Flores (2000), Le Bruit des trousseaux (2001). V roce 2003 byla Claudelovi udělena prestižní Prix Goncourt v kategorii povídkové tvorby a v témže roce také Prix Renaudot za knihu Les Âmes grises – Šedé duše. Román byl nominován na americkou Gumshoe Award a získal švédskou cenu Martina Becka, v literárním magazínu Lire byl román zvolen za knihu roku a následně byl oceněn jako nejlepší čtení čtenáři časopisu Elle. V roce 2005 se kniha stala předlohou stejnojmenného filmu. V roce 2005 a 2006 vydal dvě knížky pro děti Trois petites histoires de jouets a Le Monde sans les enfants. Postupně vyšly další knihy La Petite Fille de Monsieur Linh – Vnučka pana Linha (2005), Le Rapport de Brodeck – Brodeckova zpráva (2007), které byla udělena Goncourtova cena v kategorii, kde porotu tvoří gymnazisté, a je interpretována jako autorova pocta Jeanu Gionovi. Dále napsal L'Enquête – Vyšetřování (2010), Parfums (2012), kniha získala cenu Jeana-Jacquesa Rousseaua za autobiografii, Jean-Bark (2013), Rambétant (2014), L'Arbre du pays Toraja (2016), Inhumaines (2017), L'Archipel du Chien – Súostrovie psa (2018), Compromis (2019). Do češtiny přeložila knihy Zora Obstová, která byla v roce 2015 za překlad Brodeckovy zprávy nominována na Magnesii literu.
Claudel se podílel na filmové adaptaci svého románu Šedé duše, v roce 2008 napsal scénáře a režíroval filmy Il y a longtemps que je t'aime, v roce 2009 film získal cenu BAFTA za nejlepší neanglicky mluvený film, získal také cenu César za nejlepší první celovečerní film a byl nominován na dva Zlaté glóby. O tři roky později vznikl film Tous les Soleils a v roce 2013 film Avant l'hiver. V roce 2015 byl natočen Une enfance, který získal cenu Bayard za nejlepší scénář na festivalu v Namuru a cenu Hugo za nejlepší film na festivalu v Chicagu.
Je také autorem divadelní hry Parle-moi d'amour!, kterou pod názvem O lásce uvedlo pražské divadlo Studio Dva.